# Kaple Nejsvětější Trojice (Teplá)
Kaple Nejsvětější Trojice v Teplé je špitální kaple. Jejím autorem byl v roce 1692 Kryštof Dientzenhofer, který od roku 1689 vedl stavbu konventu nedalekého premonstrátského kláštera v Teplé. Od roku 1958 je kaple chráněna jako kulturní památka České republiky.

## Exteriér
Prostý plášť stavby člení v každé z osmi stěn dvojice nad sebou umístěných oken se zdobeným ostěním. Každá dvojice oken je umístěna v barevně odlišeném, reliéfním lizénovém rámci.

## Interiér
Na půdorysu pravidelného oktogonu se zvedá centrální stavba. Architekt vynechal jindy hojně užívanou průběžnou římsu, jež by obíhala interiér stavby v souvislém pásu, ale umístil motiv této římsy pouze v krátkých úsecích na pilíře vtažené do rohů.

## Symbolika
V užití půdorysu centrály lze spatřovat odkaz na zasvěcení kaple. Nejsvětější Trojice, trojjedinost Boha je zde symbolizována právě touto jednotou prostoru, uceleným uzavřeným mikrokosmem. Oktogon lze rozdělit na osm trojúhelníkových výsečí; trojúhelník je častým symbolem Nejsvětější Trojice.